# 서강동 (여수시)
서강동(西崗洞)은 대한민국 전라남도 여수시의 동이다.

## 개요
서강동은 서교동과 봉강동을 관리하는 행정동이다. 1914년 일제의 행정개편으로 종동, 석정. 친동,포등,상정,하정,석교리,교동,추동, 탕암,구동, 성동, 연둥을 병합하여 서정(西町)이라 하다가 1946년 일본식 동명 변경에 따라 갈라서 ‘서교동’으로 고쳐졌다. 그리고 1914년 4월에 여수면의 동 명칭이 변경될 때 처음으로 여수면 ‘여서리’라 부르게 되었으며 그 후 1931년 4월 1일 여수군 여수읍 여서리로 불리다가 1949년 8월 15일 여수시 ‘서교리’로 개칭된 후 1월 1일 여수시 서교동으로 확장되었다. 솔내꼬람(松川)을 경계로 광무동과 서교통을 접하고 있으며 의관산의 준령을 경계로 봉산동과 접하고 있으며 일제시대 때 철도 용지를 도로로 사용하고 있는 곳을 경계로 남산동과 경계를 하고 있다. 그리고 여수팔경 중에 “봉강의 개인 안개”가 전해오는데 우리 고장 중 아름다움을 찬양한 곳이다. 봉강동은 구봉산 기슭이 되므로 봉강이라 하였는데 1914년 일제의 행정개편에 의하여 봉서리, 국포리를 합하여 ‘봉산리’라 하다가 1953년 행정구역 변경에 의하여 봉강을 갈라서 ‘봉강동’으로 고쳤다. 일제는 광무동과 봉강동을 합하여 대산동이라 칭하여 왔으며 해방후 광무동에서 분리되어 여수읍 봉강동이라 칭하였으며 다시 봉강동과 봉산동을 합하여 봉산리라 칭하였고 1967년 1월 1일 동명칭 변경과 함께 봉강동으로 개칭되어 현재에 이르고 있다.

## 법정동
- 서교동(西校洞)
- 봉강동(鳳崗洞)

### 교통
- 여수공항 (19km)
- 여수엑스포역 (3km)

## 교육
- 여수서초등학교 (서교1길 29, 서교동)
- 진성여자중학교 (봉강서4길 3, 봉강동)
- 진성여자고등학교 (봉강서4길 3, 봉강동)

## 금융
- 여수원예농협 본점 (중앙로 2, 서교동)
- 좌수영새마을금고 서교지점 (좌수영로 20-1, 서교동)
- 여수축산농협 서강동지점 (좌수영로 36, 서교동)
- 조은저축은행 여수지점 (신월로 804, 서교동)
- 좌수영새마을금고 본점 (버드나무길 5-1, 서교동)

## 주거
- 해태동백타운아파트 (봉강서1길 38, 봉강동)

## 기관
- 서강동주민센터 (서교1길 28, 서교동)
- 서시장 (좌수영로 16-6, 서교동)
- 서교동성당 (신월로 799-2, 서교동)
- 교보생명 여수중앙FP지점 (신월로 804, 서교동)

## 도로명주소 목록
- 광무남4길
- 광무한재길
- 남산로
- 버드나무길
- 봉강1길
- 봉강2길
- 봉강3길
- 봉강4길
- 봉강5길
- 봉강로
- 봉강서1길
- 봉강서2길
- 봉강서3길
- 봉강서4길
- 봉산벅수길
- 서교1길
- 서교2길
- 서교3길
- 서교4길
- 서교5길
- 서교6길
- 서교7길
- 서교8길
- 서교연등천길
- 신월로
- 좌수영로
- 중앙로
- 진남로
- 한재로